# Zuiderzeewerken

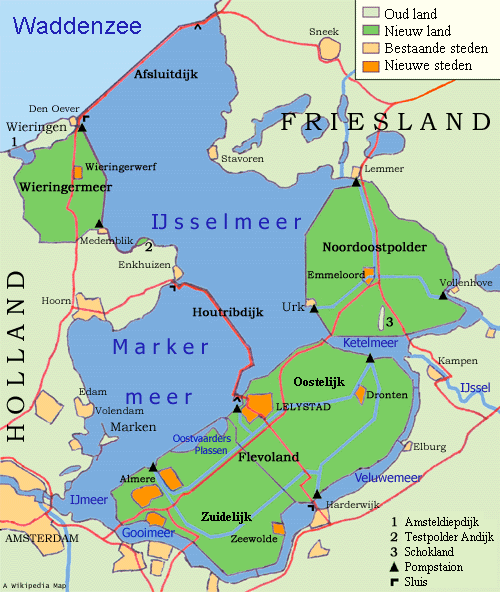
mapa Zuiderzeewerken: nově získané území sytě zelenou barvou

Zuiderzeewerken je názvem rozsáhlého projektu, který spočíval v přehrazení mořského zálivu Zuiderzee, díky kterému se ze zálivu stalo umělé přehradní jezero, dále pak výstavbě polderů a vysušení části tohoto jezera. Sestával z kombinace hrází, odvodňovacích a melioračních opatření, přečerpávacích stanic. Poprvé byl projekt představen roku 1891, poslední související stavební činnost skončila v roce 1975, tzn. že toto gigantické vodohospodářské dílo vznikalo déle než tři čtvrtiny století. Během projektu vznikla jezera IJsselmeer, Markermeer a několik takzvaných „okrajových jezer“ Randmeren.

## Historie projektu
Ideje o přehrazení Zuiderzee se objevovaly již od 17. století, ale jejich realizace nebyla vzhledem k tehdejšímu technickému pokroku možná. Plány z druhé poloviny 19. století byly již realizovatelné. Roku 1891 představil vodohospodář a politik Cornelis Lely svůj projekt, který byl základem pro realizaci Zuiderzeewerken. Ten zahrnoval především uzavírací hráz spojující Severní Holandsko s Frískem a oddělující Waddenzee od původního mořského zálivu, ze kterého se stalo sladkovodní jezero IJsselmeer, a dále pět velkých polderů. Proti se stavěli rybáři žijící na pobřeží Zuiderzee, avšak po povodních v zimě 1916 nizozemská vláda projekt definitivně schválila dne 14. července 1918.
Hlavními argumenty bylo:
- zlepšení protipovodňové ochrany – pobřeží původního Zuiderzee bylo dlouhé 300 km, kdežto uzavírací hráz 30 km, což podstatně snížilo nebezpečí povodní přicházejících od volného moře
- zvýšení zemědělské produkce – během 1. světové války byl v Nizozemsku nedostatek potravin, podpora zemědělství byla velkou prioritou
- lepší řízení vodního hospodářství – hladina v jezeře IJsselmeer se dala lépe regulovat, zabránilo se zasolování půdy
- rozšíření silniční komunikace – výstavba nových silnic po hrázích polderů.

## Přehled stavebních akcí
| Projekt                         | Délka hráze (km) | Rozloha (ha) | Zahájení stavby                                                         | Dokončení stavby                                                        | Odvodnění území                                                         |
| ------------------------------- | ---------------- | ------------ | ----------------------------------------------------------------------- | ----------------------------------------------------------------------- | ----------------------------------------------------------------------- |
| hráz Amsteldiepdijk             | 2,5              | —            | 1920                                                                    | 31. července 1924                                                       | —                                                                       |
| hráz Afsluitdijk                | 32               | —            | 1927                                                                    | 23. května 1932                                                         | —                                                                       |
| polder Andijk (pilotní projekt) | 1,9              | 40           | 1926                                                                    | začátek 1927                                                            | 27. srpna 1927                                                          |
| polder Wieringermeer            | 18               | 20 000       | 1927                                                                    | 27. červenec 1929                                                       | 31. srpna 1930                                                          |
| polder Noordoostpolder          | 55               | 48 000       | 1936                                                                    | 13. prosince 1940                                                       | 9. září 1942                                                            |
| polder Oostelijk Flevoland      | 90               | 54 000       | 1950                                                                    | 13. září 1956                                                           | 29. června 1957                                                         |
| polder Zuidelijk Flevoland      | 70               | 43 000       | 1959                                                                    | 25. října 1967                                                          | 29. května 1968                                                         |
| hráz Houtribdijk                | 28               | —            | 1963                                                                    | 27. září 1975                                                           | —                                                                       |
| polder Markerwaard              | 28               | 41 000       | z realizace polderu sešlo, v jeho prostoru se nachází jezero Markermeer | z realizace polderu sešlo, v jeho prostoru se nachází jezero Markermeer | z realizace polderu sešlo, v jeho prostoru se nachází jezero Markermeer |

U polderů Noordoostpolder a Wieringermeer, které byly zbudovány přímým navázáním na okolní pevninu, bylo pozorováno snížení hladiny podzemní vody na původním území, což vedlo k jeho vysoušení a snížení úrodnosti. Zachováním dostatečně široké vodní plochy mezi původním pobřežím a novým polderem (takzvaná „okrajová jezera“ Randmeren) zůstal vodní režim původního pobřežního území nepozměněný a vodní hospodářství polderu je zcela nezávislé. Tento princip byl použit u polderů Oostelijk Flevoland a Zuidelijk Flevoland.
Oproti původnímu plánu, který počítal s výstavbou pěti hlavních polderů, bylo v průběhu prací odstoupeno od realizace polderu Markerwaard, když se pozornost a peněžní prostředky nizozemské vlády přesunuly na výstavbu protipovodňových hrází v Zeelandu (Deltawerken). Nově získané území rozlehlých polderů (Noordoostpolder, Wieringermeer a dvojpolder Flevopolder sestávající z Zuidelijk Flevoland a Oostelijk Flevoland) o celkové rozloze 1650 km² poskytlo projektantům různých oborů jedinečný prostor pro realizaci rozsáhlých projektů krajinného a městského inženýrství při formování nové kulturní krajiny. Většina území polderů (1650 km², což představuje přibližnou rozlohu okresu České Budějovice) je využívána pro zemědělství, v menší míře plní sídelní, industriální a ekologické funkce (především polder Zuidelijk Flevoland).
V roce 2016 byl spuštěn projekt Marker Wadden (již mimo projekt Zuiderzeewerken), který sestává z realizace skupiny umělých ostrovů ve východní části původně zamýšleného polderu Markerwaard v blízkosti hráze Houtribdijk. Důvodem výstavby ostrovů je zvýšení ekologické hodnoty území. Ostrovy nebudou zastavěny či zemědělsky využívány – mají vytvořit biotop podobný wattovému pobřeží, ale bez slapových jevů, protože Markermeeer není spojené s otevřeným mořem. V roce 2018 zde byl vyhlášen národní park Nieuw Land zahrnující i část polderu Zuidelijk Flevoland.

## Fotogalerie

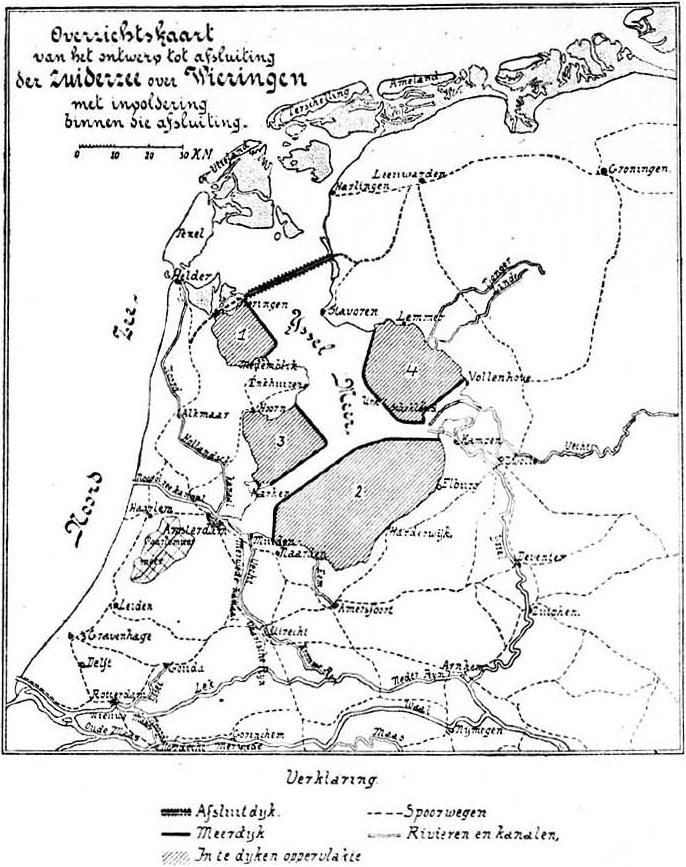
Plán z roku 1907
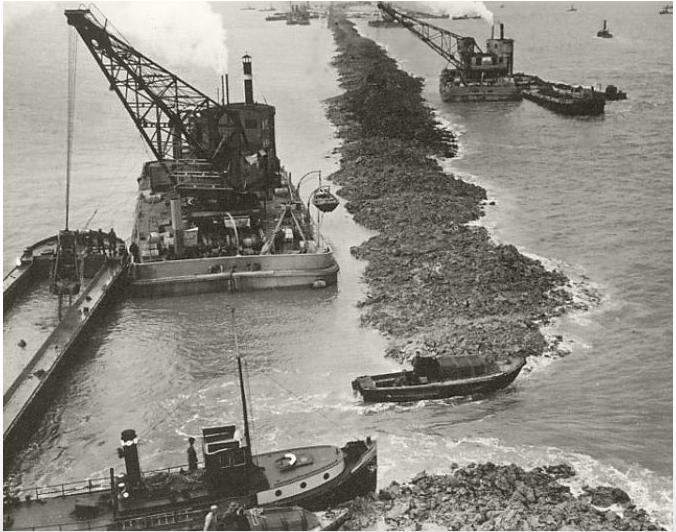
dobová fotografie z výstavby hráze Afsluitdijk
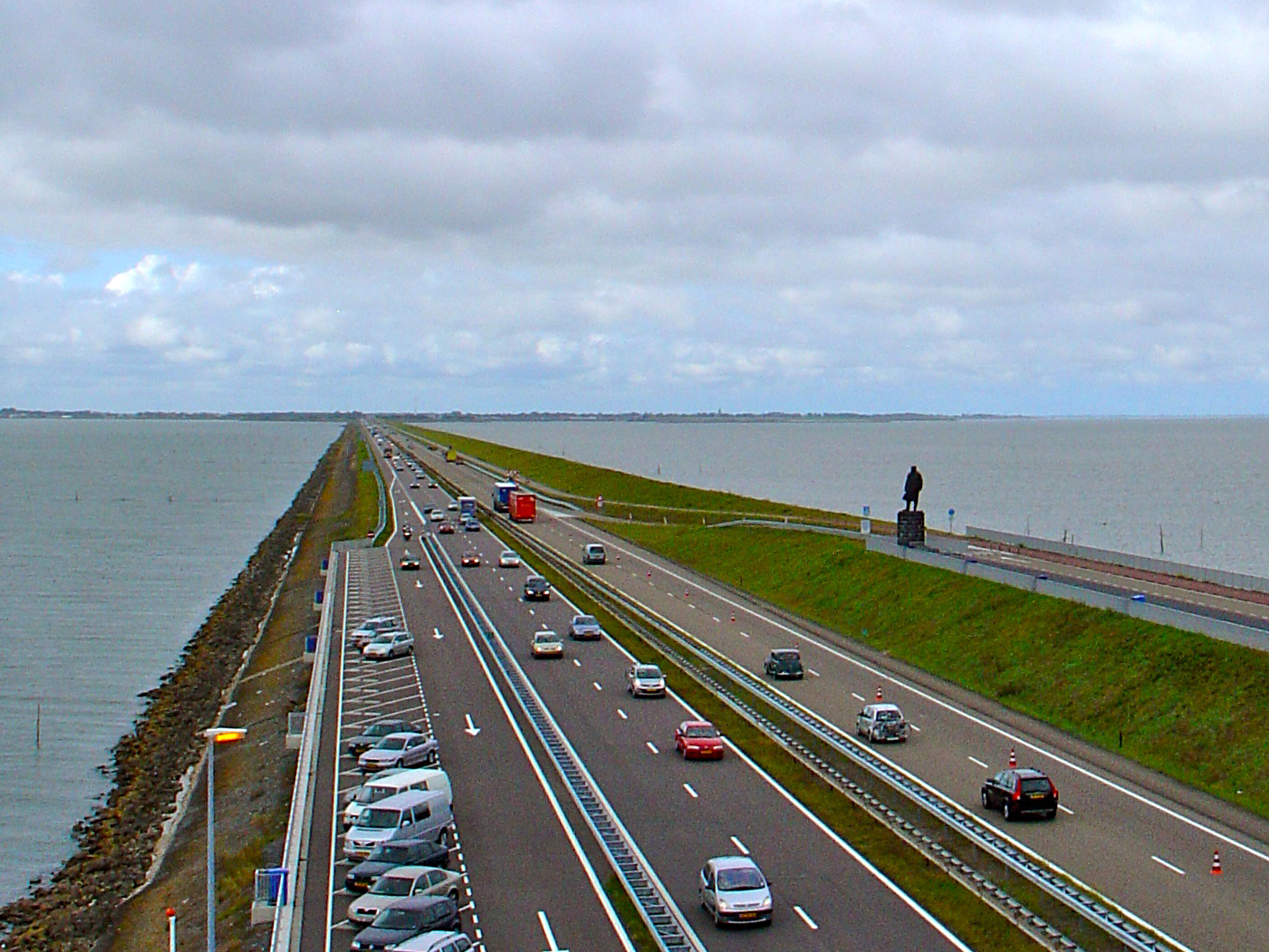
hráz Afsluitdijk
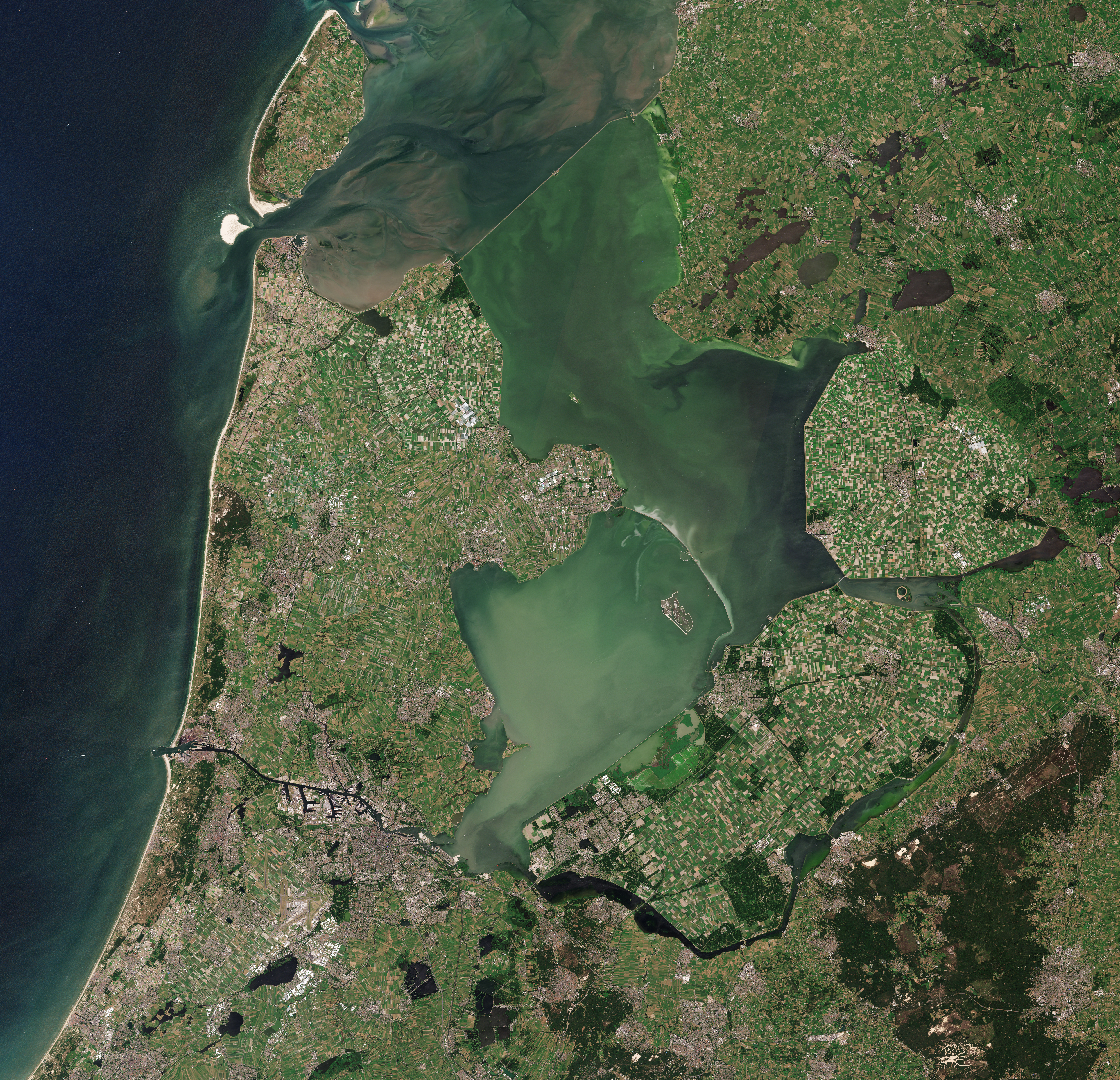
satelitní snímek severního Nizozemska
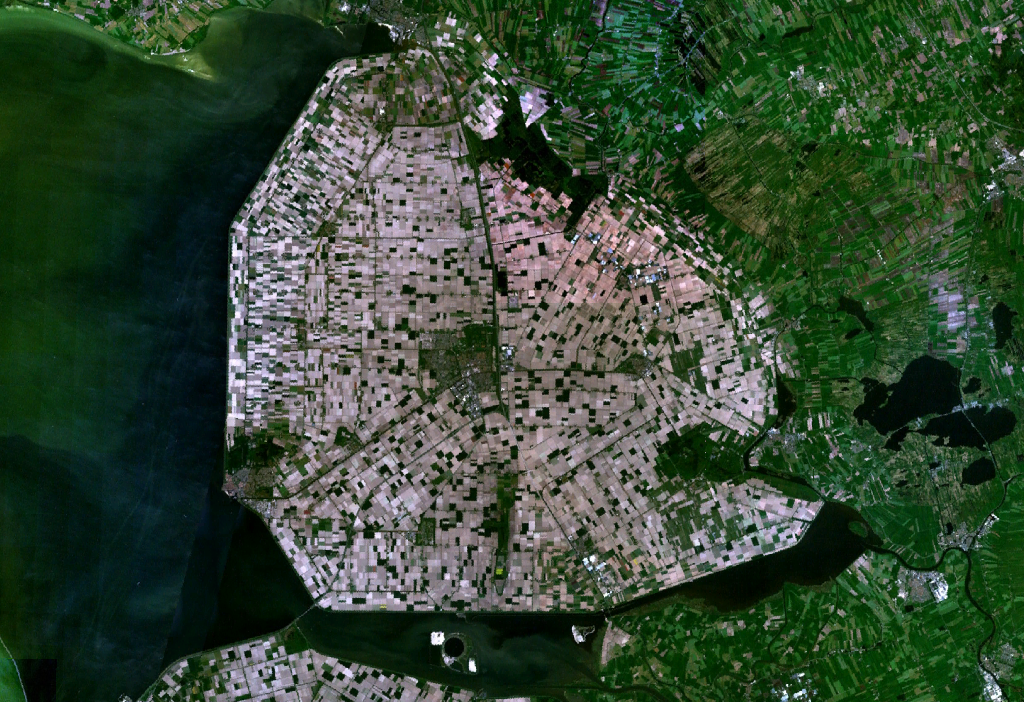
polder Noordoostpolder
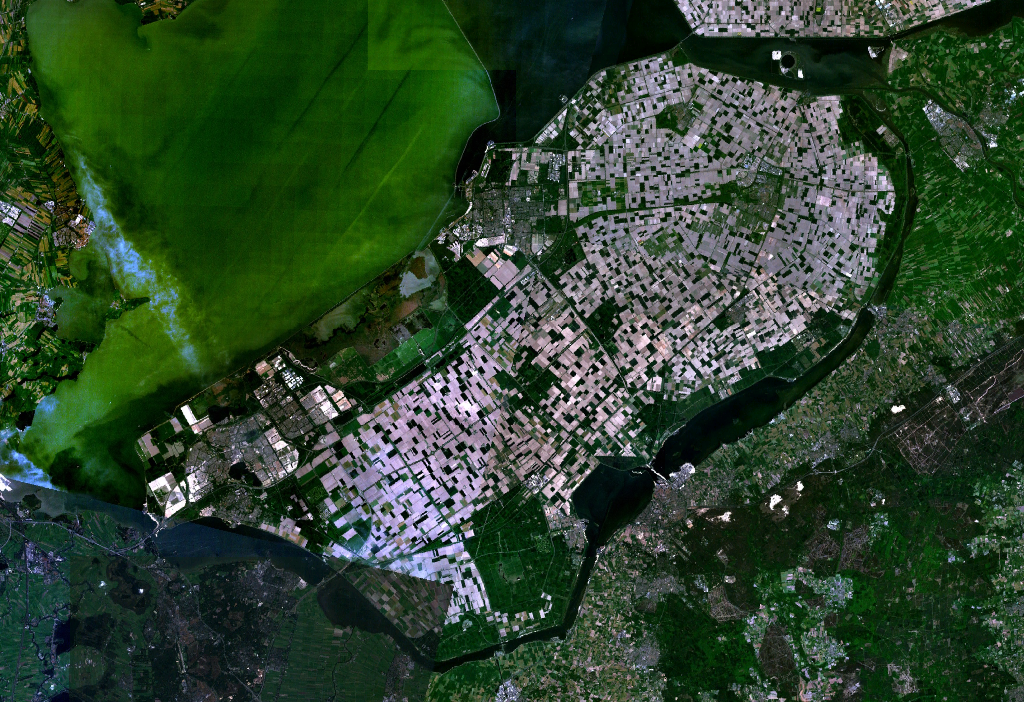
Zuidelijk a Oostelijk Flevoland

## Zajímavost
Projekt Zuiderzeewerken byl společně s Deltawerken v roce 1995 zařazen mezi „sedm moderních divů světa“ vybraných Americkou společností stavebních inženýrů (ASCE).

### Související hesla
- Saemangeum